# قعاصيات
قَعَّاصِيَّات أو الذباب المعلق أو عائلة الذباب المتعلق أو ذباب العقرب المعلق  أو عائلة الذباب العقربي أو ذبابة معلقة (الاسم العلمي: Bittacidae)، هي فصيلة حشرات قانصة من رتبة شارفات الأجنحة عصبيات الجناح. أجناسها وأنواعها المعروفة عديدة منتشرة في جميع أصقاع العالم.